# Robert Koster
Robert Koster (* 1981 in Berlin) ist ein ehemaliger deutscher Footballspieler.

## Laufbahn
Koster spielte in der Jugend der Berlin Adler, Kent Anderson holte ihn 2001 zu den Hamburg Blue Devils. Der 1,90 Meter große Verteidigungsspieler (Linebacker) gewann 2001, 2002 und 2003 die deutsche Meisterschaft mit den Hamburgern, 2005 wurde es der zweite Platz. Er stand bis zum Ende des Spieljahres 2007 im Aufgebot der Hanseaten.
Zur 2008er Saison schloss sich Koster dem Hamburger GFL-Konkurrenten Kiel Baltic Hurricanes an. Mit den Ostseestädtern wurde er 2008 deutscher Vizemeister, in der Spielzeit 2009, welche für Kiel ebenfalls mit der Vizemeisterschaft endete, zog er sich im Juni einen Kreuzbandriss zu. Anschließend lief er nicht mehr für die Mannschaft auf. Im Laufe der Saison 2011 kam er bei den Hamburg Blue Devils (mittlerweile in der zweiten Liga) aufs Footballfeld zurück.